# Christien van der Aar
Christien van der Aar is een Nederlands voormalig televisiepresentatrice en eindredacteur en presentatiecoach.

## Loopbaan
Van der Aar studeerde in 1988 af aan de Academie voor de Journalistiek in Tilburg. Tijdens haar studie begon ze al als verslaggever bij RTV Oost. Na haar studie maakte ze de overstap naar RTV Noord-Holland. In 1990 werd ze presentatrice van het AVRO Radiojournaal. In 1993 ging ze aan de slag als nieuwslezer en presentatrice bij AT5, waar ze ook achter de schermen als eindredacteur meewerkte.
De landelijke doorbraak maakte ze in 1995, wanneer ze als presentatrice aan de slag gaat bij SBS6. Ze is met name bekend als presentatrice van het programma De Bevalling. In totaal is ze 10 jaar lang in deze rol bij SB6 te zien geweest.
In 2005 maakte ze de volledige overstap naar achter de camera. Ze is eindredacteur bij verschillende televisieprogramma's, waaronder: Het Blok (NET5), Waar is de Mol (SBS6), Marlijn: de dolende dertiger (KRO-NCRV), Denkend aan Holland (Omroep MAX).

## Televisieprogramma's
| Televisie als presentator | Televisie als presentator              | Televisie als presentator |
| Jaar                      | Productie                              | Zender                    |
| ------------------------- | -------------------------------------- | ------------------------- |
| 1995-2005                 | De Bevalling                           | SBS6                      |
| 1998-2000                 | Eindelijk Thuis                        | NET5                      |
| 1998                      | Goochelaars Ontmaskerd                 | SBS6                      |
| 1996                      | Diana en Charles: Een Koninklijk Drama | SBS6                      |
| 1999-2000                 | Hart van Nederland                     | SBS6                      |